# Umeta
Umeta fou un estat tributari protegit de l'agència de Rewa Kantha, a la província del Gujarat, presidència de Bombai. Estava format per dos grups de pobles, un amb 5 llogarets més a menys grans enclavats al districte de Kaira, i l'altra de 7 llogarets a la mateixa regió de Rewa Kantha. Aquest segon grup tenia 54 km² amb uns ingressos de 1800 lliures; l'àrea entre les dues zones era d'uns 95 km² i els ingressos totals de 2.930 lliures. La població el 1931 era de 5.622 habitants i consta aquest any amb 14 pobles i 62 km².
Es va fundar al segle XV. Fou inclòs primer a Mahi Kantha i el 1827 transferit a Rewa Kantha. Vers el 1883 governava Baria Hathi Singhji. Pagava un tribut de 500 lliures als britànics i de 255 lliures al Gaikwar de Baroda. Els darrers sobirans foren Himat Singh (fill de Ram Singh) i des de 1938 fins al 1948 Jagdev Singh (també fill de Ram Singh).